# Musica insieme
Musica insieme, poi divenuto Musica in allegria, è stato un programma d'intrattenimento musicale in onda dagli anni novanta sulle reti del gruppo 7 Gold Telecity, tra i più longevi e seguiti di tali emittenti. Inizialmente visibile nelle regioni Piemonte, Liguria e Lombardia, dal 2012 è stato trasmesso in tutta Italia su 7 Gold Musica. Dal 2016 è tornato ad essere un programma regionale ricevibile esclusivamente sulle frequenze di Telecity.

## Il programma

### 1996: le serate dal dancingPalladium
Il programma nasce nel 1996. Viene trasmesso in Piemonte, Liguria e Lombardia sull'emittente locale Telestar, seconda rete del gruppo televisivo 7 Gold Telecity. L'ideatore è Dino Crocco, musicista e presentatore tra i principali della rete madre Telecity (presente nelle trasmissioni fin dalla nascita dell'emittente nel 1976). Musica insieme prosegue l'idea di concentrare l'attenzione sulla musica popolare, e più nello specifico sul liscio, strada già intrapresa con successo da Crocco in altri varietà musicali andati in onda negli anni ottanta su Telecity, come Caccia al campione, Liscio non ti lascio, Viva la gente e Amichevolmente con voi.
Lo show viene trasmesso una sera a settimana in diretta dal dancing Palladium Studios di Acqui Terme, in provincia di Alessandria. In ogni puntata sono presenti orchestre e interpreti noti a livello locale, scuole di ballo, e il pubblico che ha la possibilità di ballare. Tra i vari collaboratori, che intervengono nella conduzione delle serate con Crocco, vi è spesso il patron di Radio Zeta Angelo Zibetti, chiamato "l'Angelotto", e la valletta Angelina.

### 1996: la messa in onda nell'ora di pranzo
Nella stagione successiva parte l'edizione giornaliera del programma, in onda tutti i giorni in diretta dalle 11.45 alle 14.00 sempre su Telestar. Questa viene condotta da Dino Crocco negli studi televisivi di Telecity a Castelletto d'Orba, sempre in provincia di Alessandria. La caratteristica principale di questa versione del programma è l'interazione tra il presentatore e il pubblico da casa, che può intervenire telefonando a Dino per effettuare dediche e richieste musicali, che vengono accontentate con la messa in onda di videoclip di brani interpretati dalle orchestre di musica da ballo.
L'edizione serale a cadenza settimanale viene denominata Musica insieme di sera.
Nelle stagioni televisive successive, il programma serale si moltiplica. Oltre a Musica insieme di sera, viene riportato in auge un varietà storico dell'emittente Telecity, Viva la gente, trasmesso in diretta dal Palladium Studios condotto sempre da Crocco, ogni volta affiancato da una valletta e, oltre la presenza fissa di un'orchestra al completo e di ospiti vari, ci sono gare di ballo e di canto a cui può partecipare la gente comune, contattando la redazione. Un'altra trasmissione serale è Seratissima, di cui ogni puntata è dedicata ad un interprete del liscio: l'artista in questione è ospite negli studi di Castelletto, risponde alle domande di Dino Crocco, raccontandosi attraverso la propria vita, la carriera musicale e le proprie canzoni, mandate in video nel corso dell'intervista.

### 2004: l'arrivo di Romina
Nel 2004 vengono cambiate le scenografie e gli orari di trasmissione quotidiani (dalle 12.30 alle 14.00 e alla sera dalle 20.00 alle 22.30). A Dino viene affiancata Romina, giovane interprete di liscio della zona. Nel programma del mezzogiorno la formula è rimasta invariata: vengono mandati in onda i video musicali richiesti telefonicamente dal pubblico a casa. La novità sta nel programma serale: da quest'anno non viene più trasmesso una sera a settimana dal Palladium Studios, ma dal lunedì al venerdì dagli studi di Castelletto. Il protagonista di ogni sera è un cantante, sempre diverso, che presenta i propri brani, manda videoclip in onda ed è contattato dai telespettatori in diretta. Nel programma serale del lunedì è protagonista Dina Manfred che si esibisce dal vivo con la sua orchestra, a cadenza settimanale ci sono anche altri interpreti come Franca Lai, Omar Codazzi e By Marco, produttore di fisarmoniche, che invita fisarmonicisti e cantanti del suo gruppo (con lui la trasmissione viene rinominata Fisarmonicando, che nel 2007 diventa un programma autonomo e autoprodotto da By Marco stesso). Il sabato e la domenica sera vengono trasmessi vari programmi come Viva la gente e il nuovo Paesi in festa, rubrica di costume, tradizioni, feste e manifestazioni culturali.
Per un certo periodo le trasmissioni vengono trasmesse in sinergia da Telestar e da Italia 8, altra rete a cui fa capo l'editore Giorgio Tacchino. Nel 2005 il programma continua ad essere mandato in onda su Telestar solo nella regione Liguria e nella regione Lombardia (su quest'ultima ci rimane fino al termine dell'anno, poi dal 2006 non fa più parte del palinsesto), mentre in Piemonte si trasferisce definitivamente sulla consorella Italia 8. Inoltre, va in onda anche sulla nascente frequenza satellitare di Telestar su Sky al numero 861.

### 2007: la nascita della versione lombarda
Con l'inizio del 2007 avvengono vari cambiamenti. Per un breve periodo vengono interrotte le trasmissioni condotte da Dino Crocco e Romina dalla sede di Castelletto d'Orba. Nasce, nel contempo, la versione lombarda di Musica insieme, ossia l'analogo varietà, le cui varianti sono lo studio di trasmissione, i conduttori, il logo del programma e la grafica: infatti viene registrato nei nuovi studi della sede lombarda di 7 Gold, sita in Assago (Milano), e al timone c'è il noto conduttore Marco Predolin. Variano anche gli orari (dal lunedì al venerdì dalle 12.00 alle 14.00) e le emittenti di trasmissione (il varietà non è più ricevibile in Liguria, ma solo in Piemonte e Lombardia, rispettivamente su Torino+ e Milano+ - nuove denominazioni locali del canale Italia 8). Le puntate serali hanno il via alle 20.30 e si concludono alle 23.00. Si svolgono negli studi di Assago, condotte da Marco Predolin con la presenza di ospiti vari e del pubblico in studio; il lunedì sera, invece, dal dancing Studio Zeta di Caravaggio, in provincia di Bergamo, alla cui conduzione figurano Angelo Zibetti, Dino Crocco e Alessandro Benericetti di Radio Zeta. Altri show serali che prenderanno vita dagli studi di Assago sono Mi ritorni in mente e Ballando cantando.
Nei mesi successivi torna in onda la versione piemontese del programma, collocata in palinsesto il sabato e la domenica a partire da mezzogiorno, nuovamente condotta da Castelletto d'Orba da Dino Crocco e Romina, in interconnessione con Radio Zeta.
Nel mese di giugno viene riportato in vita il Microfono d'oro, rassegna canora passata in TV alla fine del decennio scorso, a cui partecipano le maggiori orchestre italiane. Il vincitore della kermesse sarà Omar Codazzi. Il tutto viene realizzato nel dancing Studio Zeta di Angelotto (mentre negli anni novanta si svolgeva al Palladium Studios), diffuso in diretta su 7 Gold Telecity e replicato nel week-end su Milano+ e Torino+.
Nei mesi estivi approda su 7 Gold Telecity Musica insieme estate, in diretta dal lunedì al venerdì dalle 7.00 alle 9.00 dagli studi di Assago e in replica alle 12.00 su Milano+ e Torino+.
Nel corso dell'anno tutti gli appuntamenti musicali vengo diffusi via satellite, oltre che sul canale Telestar al numero 861 di Sky, anche sulla nuova tv Italia 8 Prestige al numero 938 della piattaforma.
A settembre dello stesso anno viene riconfermato il palinsesto della stagione precedente. L'unico cambiamento è l'uscita di Predolin dalla trasmissione, sostituito dal cantante Roberto Di Nunno, detto "Roby", e Lara Denora, entrambi già facenti parte del cast della versione lombarda. Per due stagioni il tutto prosegue senza variazioni degne di nota.

### 2009: torna Dino Crocco all'ora di pranzo
Nel 2009 continua la messa in onda della versione lombarda di Musica insieme sulle stesse reti (entrambe tornate a chiamarsi Italia 8), mentre cessa la messa in onda della versione piemontese nel week-end, che riprende nel mese di marzo ma trasloca sulla rete madre 7 Gold Telecity (solo per Piemonte e Liguria) andando in video dal lunedì al venerdì alle 12.00 proprio nello stesso orario in cui la versione lombarda prosegue le proprie puntate su Italia 8. Su quest'ultima emittente partono due show serali che si distaccano da Musica insieme per il differente genere musicale affrontato: Fiesta Latina (musica latino-americana) e La giostra dei ricordi (revival anni '60 '70 '80). Nel mezzogiorno del sabato, invece, si colloca il nuovo show folkloristico Musica insieme a... i Girasoli, condotto da Fausto Fulgoni e dal trio musicale I Girasoli
Parallelamente, si spegne il segnale di Telestar sintonizzabile sulla frequenza satellitare.

### 2010: la morte di Dino e i cambiamenti portati dal digitale
Nell'estate del 2010 muore il conduttore storico Dino Crocco. La trasmissione da Castelletto riprende a novembre condotta da Romina e dall'attore teatrale e cabarettista genovese Maurizio Silvestri, che sostituisce Crocco. Come per le stagioni televisive appena concluse, va in onda per le regioni Piemonte e Liguria su 7 Gold Telecity, ma fa anche ritorno nella regione Lombardia su Telecity 1, uno dei nuovi canali del digitale terrestre del gruppo di Tacchino. Su questa rete nasce lo spettacolo pomeridiano di intrattenimento musicale, con una certa attenzione per il folk genovese con tanto di ospiti in studio, Musica insieme - All'umbra da lanterna, ideato e condotto da Maurizio Silvestri, visibile in tutte e tre le regioni. Tra le varie rubriche del contenitore vi sono L'ospite di oggi e L'angolo del mugugno. L'ospite di oggi  è un momento in cui si susseguono ogni giorno ospiti di vario genere, come barzellettieri, poeti, giocolieri, compagnie teatrali, cantanti e gruppi musicali. È uno spazio aperto a tutti coloro vogliano esibirsi in diretta nel salotto di Maurizio. Ne L'angolo del mugugno, invece, la gente ha la possibilità di segnalare in televisione certe problematiche locali a livello sociale-urbano, sottolineare ciò che non funziona e proporre soluzioni.
Su Italia 8 continua parallelamente la versione lombarda, sempre guidata da Roby Di Nunno e Lara Denora, nell'ora di pranzo (12.00-13.30) e in prima serata (20.30-22.30).
Nel dicembre 2010 sulla televisione satellitare si accende il canale Telecity, sulla frequenza 11541 verticale dei satelliti Hotbird, in modalità free to air e incluso nella lista canali dei decoder ufficiali Tivùsat e in quella Sky Italia (al numero 838). Qui vengono diffusi tutti i programmi musicali, che fino ad allora venivano veicolati su Italia 8 Prestige, successivamente chiuso. La trasmissione via satellite terminerà il 25 gennaio 2012, data in cui Telecity abbandona la piattaforma satellitare, rimanendo visibile solo in digitale terrestre. 
Inoltre, 7 Gold diffonde a livello nazionale, ogni giovedì sera, il meglio di Musica insieme di sera, le serate trasmesse dagli studi di Assago con le orchestre note nel panorama del liscio italiano, mentre nella stagione televisiva successiva include in palinsesto, nella seconda serata del mercoledì, il meglio di Fiesta latina, condotto da Silvio Mosca.

### 2011: la versione piemontese diventaMusica in allegria
Nel gennaio 2011, la Musica insieme di Romina e Maurizio viene rinominata Musica in allegria, un po' per differenziarsi dall'omonima trasmissione di Roby e Lara, un po' per sottolineare l'intenzione di portare sempre più allegria nelle case dei telespettatori. Continua il pomeridiano All'umbra da lanterna e viene inserito nel palinsesto di Telecity 1 Musica in allegria di sera, condotto da Maurizio ogni venerdì dalle 20.30 ma registrato di sabato al Palladium Studios, con un'orchestra che si esibisce per tutta la serata.
Nella nuova stagione televisiva, per seguire Musica in allegria, gli ascoltatori piemontesi e liguri si spostano da 7 Gold Telecity a Telecity 1, dove vanno ora in onda tutte le produzioni della sede alessandrina. Da ottobre, anche chi segue Musica insieme e tutte le produzioni della sede lombarda si deve sintonizzare su Telecity 1, intenzionato a diventare un canale interamente dedicato alla musica.
Hanno inizio su questo canale Una canzone per te, rubrica musicale del primo pomeriggio presentata da Roby e Lara, da un nuovo studio di Assago, che ha per protagonista la musica leggera, pop, commerciale italiana e non, dagli anni '80 alle hit di oggi, raccogliendo, così, l'interesse dei più giovani; Mattinata con voi, presentata ogni mattina da Maurizio in un nuovo studio di Castelletto, e Musica insieme story, che ripropone in seconda serata, dall'archivio di Telecity, alcune delle puntate più belle condotte da Dino Crocco.

### 2012: la nascita di 7 Gold Musica
Visti i soddisfacenti ascolti (per esempio la trasmissione di mezzogiorno Musica in allegria ha tra i 500 e i 700.000 contatti giornalieri), nel 2012 il progetto di creare un canale musicale monotematico si estende a livello nazionale: Telecity 1 diventa 7 Gold Musica. Viene diffuso sulle frequenze digitali del Triveneto, dell'Emilia-Romagna e della Toscana già sul finire dal 2011. Con l'inizio del nuovo anno viene ripetuto anche nel Lazio e in seguito nelle regioni meridionali. Confermati tutti i programmi già in palinsesto, se ne aggiungono altri (Carosello dei ragazzi dedicato ai più piccoli, La giostra dei ricordi, dal sapore revival, L'ospite di musica in allegria, ecc...).
Nel 2014 sono rimasti in onda solo i varietà musicali incentrati sulla musica da ballo: Musica in allegria (dagli studi di Castelletto d'Orba), Musica insieme e Musica insieme di sera (dagli studi di Assago), Musica insieme story, Fisarmonicando e il nuovo show della domenica sera Tutti a bordo, condotto da Eugenio Ban, di produzione esterna.
Nel 2015 Romina abbandona la trasmissione, così, rimane stabile alla conduzione solo Silvestri. Da novembre dello stesso anno, le dirette da Milano dello show Musica insieme di sera si riducono ad una sola sera alla settimana, il lunedì. Nelle prime serate del resto della settimana vanno in onda repliche di tale show, ad eccezione della domenica, giorno in cui continua regolarmente la messa in onda del programma Tutti a bordo.

### 2016: il ritorno su Telecity 1 e la fine delle produzioni da Milano
Nel 2016 termina il progetto 7 Gold Musica a livello nazionale, così i programmi musicali prodotti tornano ad essere fruibili solo in Lombardia, Piemonte, Liguria e Valle d'Aosta sul canale Telecity 1. Il 2016 è anche l'anno in cui cessano le dirette da Assago, mentre proseguono regolarmente le puntate giornaliere di Musica in allegria all'ora di pranzo (11.30-13.30) e nel primo pomeriggio (14.00-16.00).
A settembre 2017 si avvia una nuova stagione di Musica in allegria, la prima trasmessa in 16:9, con scenografia rinnovata e con la possibilità di essere seguita in diretta streaming via Facebook. A distanza di un anno, torna l'appuntamento settimanale con la diretta del lunedì in prima serata, stavolta dagli studi di Castelletto d'Orba: Dina Manfred ed Enrico Cremon, infatti, presentano Serata in musica, dalle 21.00 alle 22.30, accontentando le richieste musicali del pubblico da casa. A gennaio 2018 prende il via un altro varietà serale, Noi le cantiamo così, guidato in diretta da Lillo Baroni e Maurizio Gatto ogni martedì dalle 21.00 alle 22.00, che prevede la presenza di ospiti in studio. Nella primavera dello stesso anno viene inserita nell'edizione pomeridiana di Musica in allegria la rubrica Trampolino di lancio, spazio aperto a chiunque voglia esibirsi in numeri di canto, ballo o altro, inviando video alla redazione, la quale li manderà in onda e decreterà il vincitore a inizio estate. L'esperienza si ripete nella primavera 2019.
Dalla stagione 2019/2020 Maurizio Silvestri idea un nuovo appuntamento serale a cadenza settimanale: Musica in allegria... Serata in famiglia, che in ogni puntata ospita un interprete noto della musica da ballo che propone il proprio repertorio e può interagire con gli spettatori da casa.
Nel corso del 2020 vengono interrotte le dirette serali a causa della pandemia per Covid. Quindi, viene creato un nuovo appuntamento settimanale Musica in allegria - Serata con..., nel quale vengono proposti videoclip musicali di un'orchestra da ballo senza alcuna conduzione. Nelle altre prime serate della settimana rimangono in onda le repliche di Fisarmonicando, Una canzone per sognare e Tutti a bordo.
Da settembre a dicembre dello stesso anno le dirette giornaliere del programma nell'ora di pranzo vengono trasmesse dal lunedì al giovedì dalle 12.00 alle 12.30 su 7 Gold Telecity (solo in Piemonte e Liguria), dalle 11.00 alle 12.00 e dalle 14.00 alle 16.00 sempre su Telecity 1. Al termine di questo periodo vengono ripristinati i precedenti orari di messa in onda e l'emittente di riferimento torna ad essere Telecity 1.
Nel corso del 2021 riprendono le dirette di tutti i programmi serali della rete. A dicembre del medesimo anno in Piemonte e Liguria su 7 Gold Telecity prende il via un'ulteriore diretta giornaliera di Musica in allegria, in video dal lunedì al venerdì alle 7.30. Le dirette della trasmissione all'ora di pranzo e nel primo pomeriggio sul canale Telecity 1 proseguono senza alcuna variazione fino a gennaio 2022 in Lombardia, Piemonte, Liguria e Valle d'Aosta.

### 2022: la chiusura
A inizio 2022 su Telecity 1 vengono interrotte le dirette quotidiane delle produzioni di Castelletto d'Orba e delle produzioni esterne di prima serata, pertanto su questa rete rimangono in onda solo le repliche fino alla sua chiusura, avvenuta a marzo 2022 in Piemonte e Lombardia e a maggio in Liguria. Da gennaio a marzo Musica in allegria continua le sue dirette dal lunedì al venerdì alle 7.30 su 7 Gold Telecity solo per le regioni Piemonte e Liguria. Il conduttore Maurizio Silvestri, nel corso delle ultime puntate, spiega che la chiusura del canale Telecity 1 è conseguente alla riorganizzazione delle frequenze digitali dovuta alla liberazione della banda 700 MHz, e con la riduzione delle stesse l'azienda di Giorgio Tacchino ha deciso di tenere in vita solo la rete ammiraglia del gruppo, 7 Gold Telecity. Per questo motivo il programma Musica in allegria da marzo 2022 viene cancellato anche dal palinsesto di 7 Gold Telecity, rimanendo fruibile per un breve periodo solo in streaming attraverso la pagina Facebook del programma e sul sito MS Tv Streaming, curato dal conduttore.
Ad un mese dal termine dello show, dal giorno 11 aprile l'editore fa partire la trasmissione 7 mattina in musica, in onda dal lunedì al venerdì alle ore 7.30 su 7 Gold Telecity in Piemonte e Liguria, condotta da Maurizio Silvestri, che eredita i contenuti musicali e non di Musica in allegria. Il programma prosegue sino alla fine di giugno, ma non viene riconfermato nella stagione televisiva successiva.

## Edizioni
| Edizione | Anno       | Collocazione                             | Conduttori | Collaboratori | Studio                             | Rete                                                          |
| -------- | ---------- | ---------------------------------------- | --- | --- | ---------------------------------- | ------------------------------------------------------------- |
| 1ª       | 1996       | Ora di pranzo                            | Dino Crocco | Angelina | Studio 2 di Castelletto d'Orba     | Telestar                                                      |
| 1ª       | 1996       | Prima serata                             | Dino Crocco e occasionalmente Angelo Zibetti | Angelina e Gianni | Dancing Palladium di Acqui Terme   | Telestar                                                      |
| 2ª       | 1996- 1997 | Ora di pranzo                            | Dino Crocco | Angelina | Studio 2 di Castelletto d'Orba     | Telestar                                                      |
| 2ª       | 1996- 1997 | Prima serata                             | Dino Crocco e occasionalmente Angelo Zibetti | Angelina e Gianni | Dancing Palladium di Acqui Terme   | Telestar                                                      |
| 3ª       | 1997- 1998 | Ora di pranzo                            | Dino Crocco | Angelina | Studio 2 di Castelletto d'Orba     | Telestar e Italia 8                                           |
| 3ª       | 1997- 1998 | Prima serata                             | Dino Crocco e occasionalmente Angelo Zibetti | Angelina e Gianni | Dancing Palladium di Acqui Terme   | Telestar e Italia 8                                           |
| 4ª       | 1998- 1999 | Ora di pranzo                            | Dino Crocco | Angelina | Studio 2 di Castelletto d'Orba     | Telestar e Italia 8                                           |
| 4ª       | 1998- 1999 | Prima serata                             | Dino Crocco e occasionalmente Angelo Zibetti | Angelina e Gianni | Dancing Palladium di Acqui Terme   | Telestar e Italia 8                                           |
| 5ª       | 1999- 2000 | Ora di pranzo                            | Dino Crocco | Angelina | Studio 2 di Castelletto d'Orba     | Telestar e Italia 8                                           |
| 5ª       | 1999- 2000 | Prima serata                             | Dino Crocco e occasionalmente Angelo Zibetti | Angelina e Gianni | Dancing Palladium di Acqui Terme   | Telestar e Italia 8                                           |
| 6ª       | 2000- 2001 | Ora di pranzo                            | Dino Crocco | Angelina | Studio 2 di Castelletto d'Orba     | Telestar                                                      |
| 6ª       | 2000- 2001 | Prima serata                             | Dino Crocco e occasionalmente Angelo Zibetti | Angelina e Gianni | Dancing Palladium di Acqui Terme   | Telestar                                                      |
| 7ª       | 2001- 2002 | Ora di pranzo                            | Dino Crocco | Angelina | Studio 2 di Castelletto d'Orba     | Telestar                                                      |
| 7ª       | 2001- 2002 | Prima serata                             | Dino Crocco e occasionalmente Angelo Zibetti | Angelina e Gianni | Dancing Palladium di Acqui Terme   | Telestar                                                      |
| 8ª       | 2002- 2003 | Ora di pranzo                            | Dino Crocco | Angelina | Studio 2 di Castelletto d'Orba     | Telestar                                                      |
| 8ª       | 2002- 2003 | Prima serata                             | Dino Crocco e occasionalmente Angelo Zibetti | Angelina e Gianni | Dancing Palladium di Acqui Terme   | Telestar                                                      |
| 9ª       | 2003- 2004 | Ora di pranzo                            | Dino Crocco e Romina | Cristina Coglitore | Studio 2 di Castelletto d'Orba     | Telestar                                                      |
| 9ª       | 2003- 2004 | Prima serata                             | Dino Crocco | Romina | Dancing Palladium di Acqui Terme   | Telestar                                                      |
| 10ª      | 2004- 2005 | Ora di pranzo                            | Dino Crocco e Romina | Cristina Coglitore | Studio 2 di Castelletto d'Orba     | Telestar e Italia 8                                           |
| 10ª      | 2004- 2005 | Prima serata                             | a rotazione Dino Crocco e Romina, Dina Manfred, By Marco, Franca Lai, Omar Codazzi, Tonya e Stefania Todisco, Paolo Tarantino, Gigi Chiappin, Tony D'Aloia, Alex Cabrio | Cristina Coglitore, Antonella Arecco | Studio 2 di Castelletto d'Orba     | Telestar e Italia 8                                           |
| 10ª      | 2004- 2005 | Prima serata                             | Dino Crocco | Romina | Dancing Palladium di Acqui Terme   | Telestar e Italia 8                                           |
| 11ª      | 2005- 2006 | Ora di pranzo                            | Dino Crocco e Romina | Cristina Coglitore | Studio 2 di Castelletto d'Orba     | Telestar e Italia 8                                           |
| 11ª      | 2005- 2006 | Prima serata                             | a rotazione Dino Crocco e Romina, Dina Manfred, By Marco, Franca Lai, Omar Codazzi, Tonya e Stefania Todisco, Paolo Tarantino, Gigi Chiappin, Tony D'Aloia, Alex Cabrio | Cristina Coglitore, Antonella Arecco | Studio 2 di Castelletto d'Orba     | Telestar e Italia 8                                           |
| 12ª      | 2006- 2007 | Ora di pranzo                            | Dino Crocco e Romina | Cristina Coglitore | Studio 2 di Castelletto d'Orba     | Telestar e Italia 8                                           |
| 12ª      | 2006- 2007 | Ora di pranzo                            | Marco Predolin | Roby Di Nunno e le "ciondoline" Lara Denora e Claudia Borroni, in collegamento da Radio Zeta Alessandro Benericetti, Daniela Invernizzi e Nadia Bornaghi | Studio 1 di Assago                 | Italia 8, Milano+ e Torino+; 7 Gold Telecity (solo in estate) |
| 12ª      | 2006- 2007 | Prima serata                             | a rotazione Dino Crocco e Romina, Dina Manfred, By Marco, Franca Lai, Omar Codazzi, Tonya e Stefania Todisco, Paolo Tarantino, Gigi Chiappin, Tony D'Aloia, Alex Cabrio | Cristina Coglitore, Antonella Arecco | Studio 2 di Castelletto d'Orba     | Telestar e Italia 8                                           |
| 12ª      | 2006- 2007 | Prima serata                             | Marco Predolin | Roby Di Nunno e le "ciondoline" Lara Denora e Claudia Borroni                                                                                            | Studio 1 di Assago                 | Italia 8, Milano+ e Torino+                                   |
| 12ª      | 2006- 2007 | Prima serata                             | Angelo Zibetti, Dino Crocco e Alessandro Benericetti | | Dancing Studio Zeta di Caravaggio  | Italia 8, Milano+ e Torino+                                   |
| 13ª      | 2007- 2008 | Ora di pranzo                            | Dino Crocco e Romina | Cristina Coglitore e in collegamento da Radio Zeta Angelo Zibetti e Alessandro Benericetti                                                               | Studio 2 di Castelletto d'Orba     | Italia 8, Milano+ e Torino+                                   |
| 13ª      | 2007- 2008 | Ora di pranzo                            | Roby Di Nunno e Lara Denora | in collegamento da Radio Zeta Alessandro Benericetti e Daniela Invernizzi                                                                                | Studio 1 di Assago                 | Italia 8, Milano+ e Torino+                                   |
| 13ª      | 2007- 2008 | Prima serata                             | Roby Di Nunno e Lara Denora | occasionalmente Angelo Zibetti, Alessandro Benericetti                                                                                                   | Studio 1 di Assago                 | Italia 8, Milano+ e Torino+                                   |
| 13ª      | 2007- 2008 | Prima serata                             | Angelo Zibetti, Dino Crocco e Alessandro Benericetti | | Dancing Studio Zeta di Caravaggio  | Italia 8, Milano+ e Torino+                                   |
| 14ª      | 2008- 2009 | Ora di pranzo                            | Dino Crocco | Romina e in collegamento da Radio Zeta Angelo Zibetti e Alessandro Benericetti                                                                           | Studio 2 di Castelletto d'Orba     | Italia 8, Milano+ e Torino+                                   |
| 14ª      | 2008- 2009 | Ora di pranzo                            | Roby Di Nunno e Lara Denora | in collegamento da Radio Zeta Alessandro Benericetti e Daniela Invernizzi                                                                                | Studio 1 di Assago                 | Italia 8, Milano+ e Torino+                                   |
| 14ª      | 2008- 2009 | Prima serata                             | Roby Di Nunno e Lara Denora | occasionalmente Angelo Zibetti, Alessandro Benericetti                                                                                                   | Studio 1 di Assago                 | Italia 8, Milano+ e Torino+                                   |
| 14ª      | 2008- 2009 | Prima serata                             | Angelo Zibetti, Dino Crocco e Alessandro Benericetti | occasionalmente Roby Di Nunno, Lara Denora | Dancing Studio Zeta di Caravaggio  | Italia 8, Milano+ e Torino+                                   |
| 15ª      | 2009- 2010 | Ora di pranzo                            | Dino Crocco e Romina | | Studio 2 di Castelletto d'Orba     | 7 Gold Telecity                                               |
| 15ª      | 2009- 2010 | Ora di pranzo                            | Roby Di Nunno e Lara Denora, il sabato Fausto Fulgoni e i Girasoli | in collegamento da Radio Zeta Alessandro Benericetti e Daniela Invernizzi                                                                                | Studio 1 di Assago                 | Italia 8, Milano+ e Torino+                                   |
| 15ª      | 2009- 2010 | Prima serata                             | Roby Di Nunno e Lara Denora, il giovedì Silvio Mosca | il giovedì Vanessa Ehret | Studio 1 di Assago                 | Italia 8, Milano+ e Torino+                                   |
| 15ª      | 2009- 2010 | Prima serata                             | Angelo Zibetti e Alessandro Benericetti | occasionalmente Dino Crocco, Roby Di Nunno, Lara Denora                                                                                                  | Dancing Studio Zeta di Caravaggio  | Italia 8, Milano+ e Torino+                                   |
| 16ª      | 2010- 2011 | Ora di pranzo                            | Romina e Maurizio Silvestri | | Studio 2 di Castelletto d'Orba     | 7 Gold Telecity e Telecity 1                                  |
| 16ª      | 2010- 2011 | Ora di pranzo                            | Roby Di Nunno e Lara Denora, il sabato Fausto Fulgoni | Studio 1 di Assago | Italia 8 e Telestar                |                                                               |
| 16ª      | 2010- 2011 | Prima serata                             | Roby Di Nunno e Lara Denora, il giovedì Silvio Mosca | Studio 1 di Assago | il giovedì Vanessa Ehret           | Italia 8, Telestar e 7 Gold                                   |
| 17ª      | 2011- 2012 | Mattina, ora di pranzo e pomeriggio      | Romina e Maurizio Silvestri | | Studio 2 di Castelletto d'Orba     | Telecity 1 e 7 Gold Musica                                    |
| 17ª      | 2011- 2012 | Mattina, ora di pranzo e pomeriggio      | Roby Di Nunno e Lara Denora | Studio 1 di Assago |                                    | Telecity 1 e 7 Gold Musica                                    |
| 17ª      | 2011- 2012 | Prima serata                             | Roby Di Nunno e Lara Denora | Studio 1 di Assago | Telecity 1, 7 Gold Musica e 7 Gold |                                                               |
| 17ª      | 2011- 2012 | Prima serata                             | Maurizio Silvestri | Dancing Palladium di Acqui Terme | Telecity 1 e 7 Gold Musica         |                                                               |
| 18ª      | 2012- 2013 | Mattina, ora di pranzo e pomeriggio      | Romina e Maurizio Silvestri | occasionalmente Tonya Todisco, Betti Carboni | Studio 2 di Castelletto d'Orba     | 7 Gold Musica                                                 |
| 18ª      | 2012- 2013 | Mattina, ora di pranzo e pomeriggio      | Roby Di Nunno e Lara Denora | | Studio 1 di Assago                 | 7 Gold Musica                                                 |
| 18ª      | 2012- 2013 | Prima serata                             | Roby Di Nunno e Lara Denora | | Studio 1 di Assago                 | 7 Gold Musica                                                 |
| 18ª      | 2012- 2013 | Maurizio Silvestri                       | Dancing Palladium di Acqui Terme | |                                    | 7 Gold Musica                                                 |
| 19ª      | 2013- 2014 | Mattina, ora di pranzo e pomeriggio      | Romina e Maurizio Silvestri | Studio 2 di Castelletto d'Orba |                                    | 7 Gold Musica                                                 |
| 19ª      | 2013- 2014 | Mattina, ora di pranzo e pomeriggio      | Roby Di Nunno e Lara Denora | Studio 1 di Assago |                                    | 7 Gold Musica                                                 |
| 19ª      | 2013- 2014 | Prima serata                             | Roby Di Nunno e Lara Denora | Studio 1 di Assago |                                    | 7 Gold Musica                                                 |
| 19ª      | 2013- 2014 | Maurizio Silvestri                       | Dancing Palladium di Acqui Terme | |                                    | 7 Gold Musica                                                 |
| 20ª      | 2014- 2015 | Ora di pranzo e pomeriggio               | Romina e Maurizio Silvestri | Studio 2 di Castelletto d'Orba |                                    | 7 Gold Musica                                                 |
| 20ª      | 2014- 2015 | Pomeriggio e prima serata                | Roby Di Nunno e Lara Denora | Studio 1 di Assago |                                    | 7 Gold Musica                                                 |
| 21ª      | 2015- 2016 | Ora di pranzo e pomeriggio               | Maurizio Silvestri | Studio 2 di Castelletto d'Orba | Telecity 1 e 7 Gold Musica         |                                                               |
| 21ª      | 2015- 2016 | Prima serata                             | Roby Di Nunno e Lara Denora | Studio 1 di Assago | Telecity 1 e 7 Gold Musica         |                                                               |
| 22ª      | 2016- 2017 | Ora di pranzo e pomeriggio               | Maurizio Silvestri | Studio 2 di Castelletto d'Orba | Telecity 1                         |                                                               |
| 22ª      | 2016- 2017 | Prima serata                             | Maurizio Silvestri | Studio 2 di Castelletto d'Orba | Telecity 1                         |                                                               |
| 23ª      | 2017- 2018 | Ora di pranzo e pomeriggio               | Maurizio Silvestri | Studio 2 di Castelletto d'Orba | Telecity 1                         |                                                               |
| 23ª      | 2017- 2018 | Prima serata                             | il lunedì Dina Manfred e Enrico Cremon, il martedì Lillo Baroni e Maurizio Gatto                                                                                        | Studio 2 di Castelletto d'Orba | Telecity 1                         |                                                               |
| 24ª      | 2018- 2019 | Ora di pranzo e pomeriggio               | Maurizio Silvestri | Studio 2 di Castelletto d'Orba | Telecity 1                         |                                                               |
| 24ª      | 2018- 2019 | Prima serata                             | Maurizio Silvestri | Studio 2 di Castelletto d'Orba | Telecity 1                         |                                                               |
| 25ª      | 2019- 2020 | Ora di pranzo e pomeriggio               | Maurizio Silvestri | Studio 2 di Castelletto d'Orba | Telecity 1                         |                                                               |
| 25ª      | 2019- 2020 | Prima serata                             | Maurizio Silvestri | Studio 2 di Castelletto d'Orba | Telecity 1                         |                                                               |
| 26ª      | 2020- 2021 | Ora di pranzo                            | Maurizio Silvestri | Studio 2 di Castelletto d'Orba | Telecity 1 e 7 Gold Telecity       |                                                               |
| 26ª      | 2020- 2021 | Pomeriggio e prima serata                | Maurizio Silvestri | Studio 2 di Castelletto d'Orba | Telecity 1                         |                                                               |
| 27ª      | 2021- 2022 | Mattina                                  | Maurizio Silvestri | Studio 2 di Castelletto d'Orba | 7 Gold Telecity                    |                                                               |
| 27ª      | 2021- 2022 | Ora di pranzo, pomeriggio e prima serata | Maurizio Silvestri | Studio 2 di Castelletto d'Orba | Telecity 1                         |                                                               |

## Trasmissioni nate daMusica insieme
- Musica insieme (1996-2015)
- Musica insieme di sera (1996-2016)
- Festival Nazionale della musica da ballo (1995-2005)
- Microfono d'oro (1997-2003; 2007-2015)
- Balla italiano (1997-1998)
- Festival degli sconosciuti (1998-2001)
- Viva la gente (1998-2002; 2003-2005) precedentemente noto come programma autonomo
- Seratissima (2002-2004)
- Fisarmonicando (2004-2022) dal 2007 autonomo da Musica insieme e autoprodotto
- Paesi in festa (2004-2006)
- Campane a festa (2005)
- Mi ritorni in mente (2007)
- Ballando cantando (2007)
- Fiesta latina (2009-2012)
- Musica insieme a... i Girasoli (2009)
- Fisarmoniche alla ribalta (2010)
- La giostra dei ricordi (2010; 2012)
- Musica insieme - All'umbra da lanterna (2010-2011)
- Musica in allegria (2011-2022)
- Musica in allegria di sera (2011-2013; 2016)
- Happy Village (2011)
- Una canzone per te (2011-2013)
- Musica insieme story (2011-2019)
- Mattinata con voi (2011-2012)
- Carosello dei ragazzi (2012)
- Cenando in musica (2012)
- Memorial Dino Crocco (2012-2013)
- L'ospite di musica in allegria (2012-2013)
- Serata in musica (2017-2018)
- Noi le cantiamo così (2018)
- Musica in allegria - Serata in famiglia (2019-2020; 2021)
- Musica in allegria - Serata con... (2020-2022)

## Studi di trasmissione
- Studio 2 del centro di produzione di Telecity, Castelletto d'Orba - Alessandria (1996-2007; 2007-2022)
- Studio-teatro 1 del centro di produzione di Telecity Lombardia, Assago - Milano (2007-2016)
- Dancing Palladium Studios, Acqui Terme - Alessandria (1996-2005; 2011-2013; 2016)
- Dancing Studio Zeta, Caravaggio - Bergamo (2007-2010)